# 빅토르 크로보푸스코프
빅토르 알렉세예비치 크로보푸스코프(러시아어: Ви́ктор Алексе́евич Кровопу́сков, 1948년 9월 29일~)는 러시아의 펜싱 선수, 지도자이다. 주 종목은 사브르로 소련 국가대표 선수로서 1976년 하계 올림픽과 1980년 하계 올림픽에서 남자 사브르 개인전과 단체전 금메달을 획득했다. 또한 세계 펜싱 선수권 대회에서 금메달 7개, 은메달 5개, 동메달 1개를 획득했다. 